# Epictia vellardi
Espèce
Synonymes
- Leptotyphlops vellardi Laurent, 1984

Epictia vellardi est une espèce de serpents de la famille des Leptotyphlopidae.

## Répartition
Cette espèce est endémique d'Argentine. Elle se rencontre dans les provinces de Chaco et de Formosa.

## Étymologie
Cette espèce est nommée en l'honneur de Jehan Albert Vellard.

## Publication originale
- Laurent, 1984 : El genero Leptotyphlops en la coleccion de la Fundacion Miguel Lillo. Acta Zoologica Lilloana, vol. 38, no 1, p. 29-34.